# Töjang
Töjang (egyszerűsített kínai írással: 德阳市, pinjin: Déyáng) prefektúra szintű város Kínában, Szecsuan tartományban. Lakosainak száma 3 456 161 fő (2020).

## Népesség
| 2018 | 3 877 000 |
| 2020 | 3 456 161 |

## Testvérvárosok
- Prilep
- Lahti
- Higasihirosima
- Kangnung